# اطلس چیتا
اطلس چیتا، یک هواپیمای جنگنده تولید آفریقای جنوبی است که توسط شرکت هواپیمایی اطلس (بعداً شرکت دنل) طراحی و تولید شده است. این هواپیما به درخواست نیروی هوایی آفریقای جنوبی (SAAF) توسعه یافته و عملیاتی شد.
چیتا در بحبوحهٔ جنگ مرزی جنوب آفریقا در دههٔ ۱۹۸۰ به‌عنوان یک ارتقاء بزرگ ناوگان داسو میراژ ۳ ساخت فرانسه در نیروی هوایی آفریقای جنوبی، توسعه یافت. چیتا از فناوری کفیر ساخت اسرائیل، مشتق شده از میراژ ۵ / آی‌ای‌آی نشر استفاده می‌کند. در برنامهٔ ارتقاء چیتا، سه مدل شامل ''چیتای سی'' دوصندلی و ''چیتای دی'' و ''چیتای ئی'' تک‌صندلی تولید شدند. هر سه مدل، وارد نیروی هوایی آفریقای جنوبی شدند و برای مدتی به‌عنوان تواناترین هواپیمای جنگنده و جنگنده تهاجمی این نیرو، خدمت کردند. مدلی ''چیتای آر'' که برای شناسایی هوایی در نظر گرفته شده بود، به‌عنوان نمونهٔ اولیه ساخته شد، اما این مدل، هرگز وارد خدمت عملیاتی نشد.
در سال ۱۹۹۲، مدل چیتای ئی از خدمت نیروی هوایی آفریقای جنوبی خارج و بازنشسته شد. مدل‌های سی و دی چیتا نیز در آوریل ۲۰۰۸ بازنشسته و با ساب ۳۹ گریپن ساخت سوئد جایگزین شدند. تعداد محدودی چیتا پس از بازنشستگی، همچنان توسط نیروی هوایی آفریقای جنوبی به‌عنوان هواپیمای آزمایشی، مورد استفاده‌اند. برخی از این جنگنده‌ها به سایر نیروهای هوایی مانند نیروی هوایی اکوادور (EAF) به‌عنوان منبع قطعات یدکی صادر شدند. شرکت سهامی خاص دراکن اینترنشنال قصد دارد از چیتا به‌عنوان یک هواپیمای متخاصم، برای خدمات آموزشی رزمی در ایالات متحده استفاده کند.

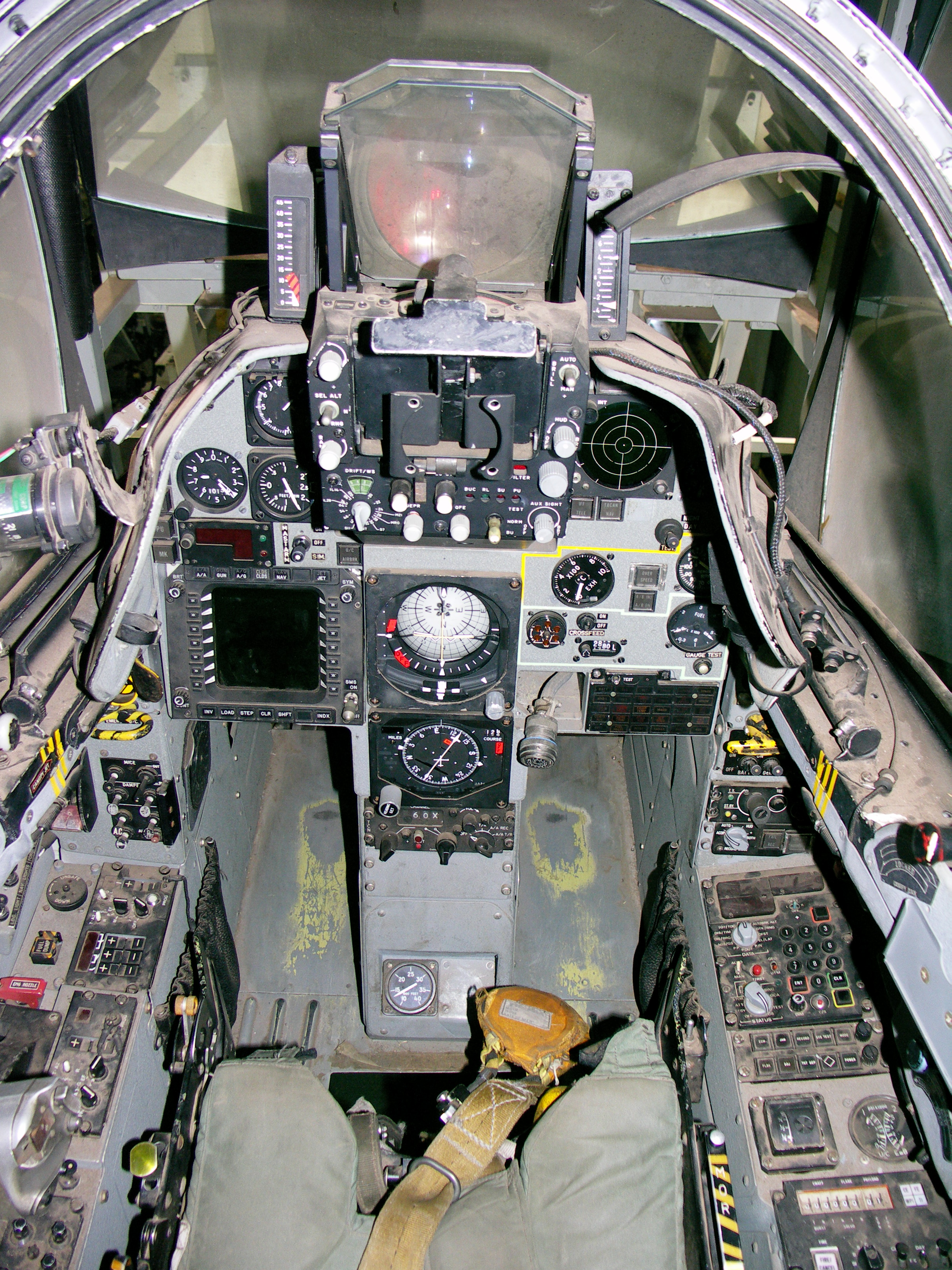
کابین خلبان شبیه‌ساز پرواز چیتای دی

## کاربران
اکوادور
- نیروی هوایی اکوادور: در ۲۳ سپتامبر ۲۰۰۹، وزارت دفاع اکوادور اعلام کرد که اکوادور تصمیم گرفته است که ۱۰ فروند چیتای سی سابق نیروی هوایی آفریقای جنوبی و ۲ چیتای دی را برای جایگزینی ناوگان فرسودهٔ میراژ اف۱های خود خریداری کند. پس از مدتی تأخیر، قراردادی در دسامبر ۲۰۱۰ به امضا رسید و سه چیتای نخست، در آوریل ۲۰۱۱ وارد اکوادور شدند.[۳][۴][۵]

 آفریقای جنوبی
- تا اکتبر ۲۰۱۲، شرکت دولتی هواپیمایی دنل، دو فروند چیتای دی را به عنوان بستر آزمایشی سیستم استفاده می‌کند. آن هواپیماها در تأسیسات شرکت دنل در فرودگاه بین‌المللی اولیور تامبو مستقر هستند.

 ایالات متحده
- دراکن اینترنشنال: در دسامبر ۲۰۱۷، اعلام شد که این شرکت، ۱۲ چیتای سابق نیروی هوایی آفریقای جنوبی را به‌عنوان هواپیمای متخاصم برای آموزش خلبانان نظامی خریداری و عملیاتی خواهد کرد.[۶]

## کاربران پیشین
شیلی
- نیروی هوایی شیلی: در سال ۲۰۰۳، شیلی ۵ فروند از هواپیمای چیتا را از نیروی هوایی آفریقای جنوبی، به‌عنوان منبع یدکی برای میراژ ۵های خود خریداری کرد.[۷]

 آفریقای جنوبی
- نیروی هوایی آفریقای جنوبی: چیتا در سال ۱۹۸۶ وارد خدمت در این نیرو شد و در سال ۲۰۰۸ از خدمت فعال بازنشسته شد.
  - ۲ اسکادران چیتای سی و دی
  - ۵ اسکادران چیتای ئی
  - یک مدرسهٔ پرواز چیتای دی
  - یک مرکز آزمایشی پرواز توسعه با دو فروند چیتای دی

## ویژگی‌های فنی
- ترسیم چیتا از جهات مختلف
- داده‌ها از (داده‌ها از Aerospaceweb.org)[۸]ویژگی‌های عمومی
- طول: ۱۵٫۵۵ متر (۵۱ فوت ۰ اینچ)
- پهنای بال: ۸٫۲۲ متر (۲۷ فوت ۰ اینچ)
- ارتفاع: ۴٫۵ متر (۱۴ فوت ۹ اینچ)
- مساحت بال‌ها: ۳۵ متر مربع (۳۸۰ فوت مربع) * Canard Area: ۱٫۶۶ متر مربع (۱۷٫۹ فوت مربع)
- ایرفویل: ۳٫۵٪[۹]
- وزن خالی: ۶٬۶۰۰ کیلوگرم (۱۴٬۵۵۱ پوند)
- بیشترین وزن برخاست: ۱۳٬۷۰۰ کیلوگرم (۳۰٬۲۰۳ پوند)
- پیشرانه: ۱ عدد موتور توربوجت با پس‌سوز اسنکما آتار 9K50C, ۴۹٫۲ کیلونیوتن (۱۱٬۱۰۰ پوند-نیرو) thrust dry, ۷۰٫۶ کیلونیوتن (۱۵٬۹۰۰ پوند-نیرو) با پس‌سوز

عملکرد
- حداکثر سرعت: ۲٬۳۵۰ کیلومتر بر ساعت (۱٬۴۶۰ مایل بر ساعت، ۱٬۲۷۰ گره) / ۲٫۲ ماخ در ارتفاع بالا

۱٬۳۹۰ کیلومتر بر ساعت (۸۶۰ مایل بر ساعت؛ ۷۵۰ گره) در سطح دریا
- بُرد: ۱٬۳۰۰ کیلومتر (۸۱۰ مایل، ۷۰۰ مایل دریایی)
- بُرد معبر: ۲٬۶۰۰ کیلومتر (۱٬۶۰۰ مایل، ۱٬۴۰۰ مایل دریایی)
- حداکثر ارتفاع: ۱۷٬۰۰۰ متر (۵۶٬۰۰۰ فوت)
- نرخ صعود: ۲۳۳٫۵ متر بر ثانیه (۴۵٬۹۶۰ فوت بر دقیقه)
- بارگیری بال: ۲۵۰ کیلوگرم بر متر مربع (۵۱ پوند بر فوت مربع)

تسلیحات

- اسلحه‌ها: دو توپ ۳۰ میلی‌متری (۱٫۱۸ اینچی) دِفا۵۵۲ با مجموع ۲۵۰ گلوله
- راکت‌ها: ۴ پرتاب‌گر راکت ماترا، هر یک با ۱۶ راکت ۶۸ میلی‌متری و…
- موشک‌ها: ۲ موشک هوابه‌هوا از نوع پایتون۳ یا ماترا آر-۵۳۰ و ..
- بمب‌ها: دارای ۵ جایگاه تسلیحات با قابلیت حمل ۴٬۰۰۰ کیلوگرم از انواع بمب از جمله بمب هدایت لیزری و بمب‌های هدایت‌شونده با جی‌پی‌اس، بمب‌های غیرهدایت‌شونده، مخزن سوخت بیرونی و پادهای شناسایی

### هواپیماهای مرتبط
- داسو میراژ ۳- فرانسه
- داسو میراژ ۵- فرانسه
- کفیر- اسرائیل
- آی‌ای‌آی نشر- اسرائیل
- IAI Nammer- اسرائیل

هواپیماهای قابل مقایسه
- - Atlas Carver
- داسو میراژ-۲۰۰۰- فرانسه
- جنرال داینامیکس اف-۱۶ فایتینگ فالکن- ایالات متحده آمریکا
- چنگدو جی-۱۰- چین
- ساب ۳۷ ویگن- سوئد

## مطالعهٔ بیشتر
- - Chenel, B. , Liébert, M. and Moreau, E. Mirage III/5/50 en service à l'étranger. Hameau Les Farges, France: LELA Presse, 2014. شابک ‎۹۷۸−۲−۹۱۴−۰۱۷۷۶۳ISBN ۹۷۸-۲-۹۱۴-۰۱۷۷۶۳
  - Golan, John W. "Lavi: The United States, Israel, and a Controversial Fighter Jet." University of Nebraska Press, 2016. شابک ‎۱−۶۱۲۳۴۷−۲۲−۳ISBN ۱-۶۱۲۳۴۷-۲۲-۳
- Lord, Dick "Vlamgat: The Story of the Mirage F1 in the South African Air Force." 30° South Publishers, 2008. شابک ‎۱−۹۲۰۱۴۳−۳۶-XISBN 1-920143-36-X